# Scambus assamensis
Scambus assamensis är en stekelart som beskrevs av Gupta och Tikar 1968. Scambus assamensis ingår i släktet Scambus och familjen brokparasitsteklar. Inga underarter finns listade i Catalogue of Life.